# Gyraulus costulatus
Gyraulus costulatus е вид коремоного от семейство Planorbidae.

## Разпространение
Видът е разпространен в Алжир, Ангола, Бенин, Ботсвана, Буркина Фасо, Бурунди, Габон, Гамбия, Гана, Гвинея, Гвинея-Бисау, Демократична република Конго, Египет, Екваториална Гвинея, Етиопия, Замбия, Зимбабве, Камерун, Кения, Либерия, Мавритания, Малави, Мали, Мозамбик, Намибия, Нигер, Нигерия, Свазиленд, Сенегал, Сиера Леоне, Танзания, Того, Уганда, Централноафриканска република, Чад, Южен Судан и Южна Африка.